# كلايف بيكر
كلايف بيكر (بالإنجليزية: Clive Baker)‏ (14 مارس 1959 في المملكة المتحدة - ) هو لاعب كرة قدم بريطاني في مركز حراسة المرمى. لعب مع إيبسويتش تاون وكوفنتري سيتي ونادي بارنسلي ونورويتش سيتي.

## وصلات خارجية
- كلايف بيكر على موقع قاعدة بيانات كرة القدم.إي يو (الإنجليزية)
- كلايف بيكر على موقع عالم كرة القدم.نت (الإنجليزية)